# Adalia bipunctata
Adalia bipunctata, buburuza cu două puncte este un gândac carnivor din familia Coccinellidae. Este foarte frecventă în vestul și centrul Europei. Se găsește și în America de Nord, dar a scăzut puternic în multe state și provincii. Este de obicei introdusă și importată ca agent de control biologic .

## Hrană
A. bipunctata se hrănesc cu afide. Cu toate acestea, soldații sterili din coloniile de afide, cum ar fi Pemphigus spyrothecae, pot încerca să protejeze colonia de afide luptând cu această specie.

## Parazitism
Buburuza cu două puncte poartă și o infecție cu transmitere sexuală în Europa Centrală și de Est. Infecția este un acarian ectoparazitar Coccipolipus hippodamiae care se transferă între bărbat și femeie (și femeie și bărbat) în timpul copulației. [9] Infecția sterilizează femelele de buburuze cu două puncte și, în unele momente ale anului, până la 90% dintre adulții cu două pete se infectează. 

## Ca agent de control biologic
A. bipunctata este utilizat ca agent de control biologic localizat împotriva afidelor, de exemplu, în sere .